# Ogunquit

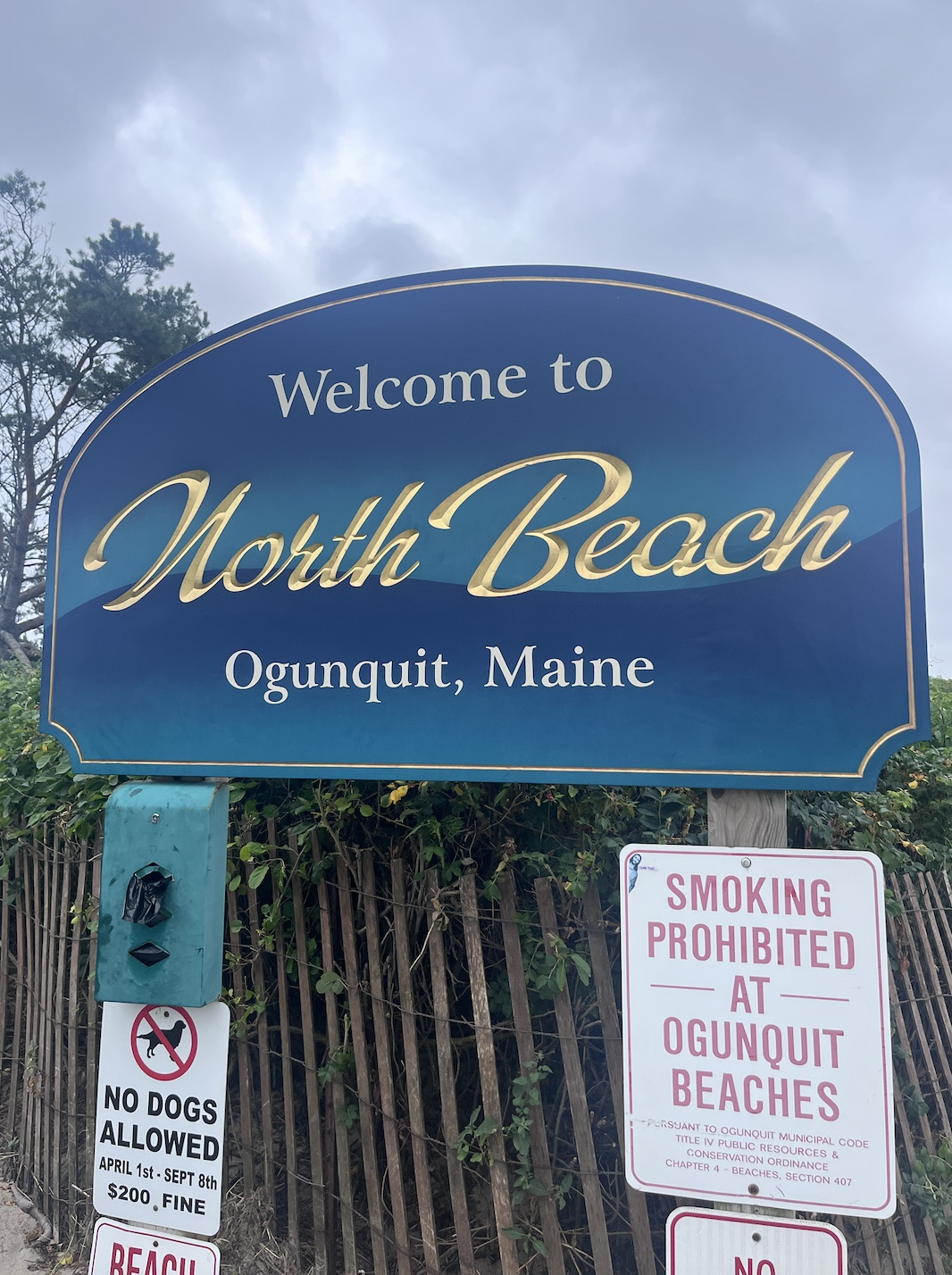

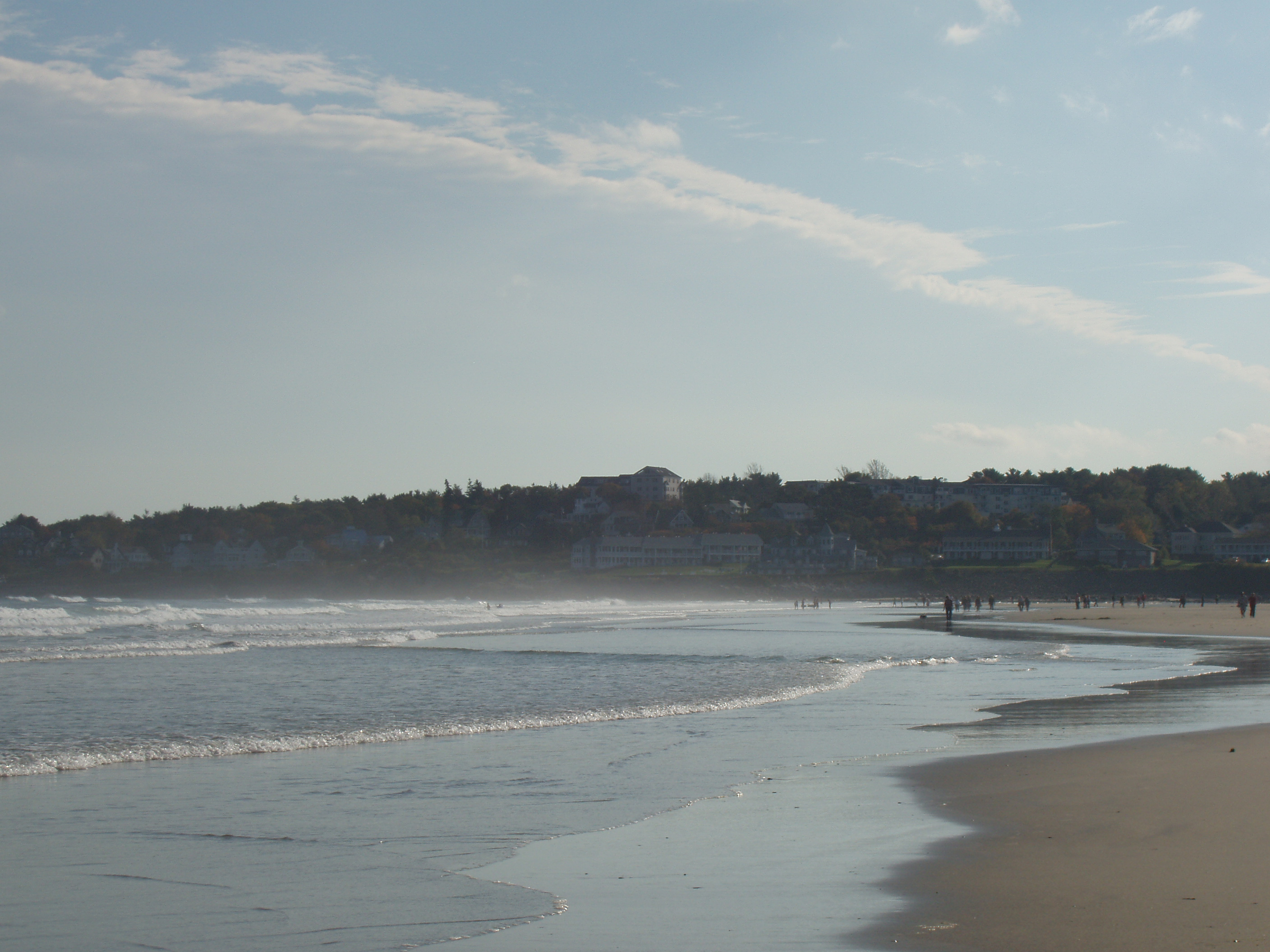
Plage d'Ogunquit

Ogunquit (/oʊˈɡʌŋkwɨt/) est une ville située dans le comté de York dans l'État du Maine aux États-Unis. Selon le recensement de 2000, sa population est de 1 226 habitants. L'attrait d'Ogunquit est son lieu de séjours estival qui se reflète dans la devise de la ville, « Beautiful Place by the Sea », qui se traduit par « Bel endroit près de la mer ». Ogunquit fait partie de la région métropolitaine de Portland – South Portland – Biddeford.

## Toponymie
Ogunquit signifie « lagunes côtières » en abénaqui.

## Histoire
Ogunquit fut d'abord établi en tant que village dans la ville de Wells en 1641. Le premier moulin à bois fut aménagé en 1686 et la construction navale se développa le long de la rivière Ogunquit. En dehors des goélettes et des bricks, les charpentiers maritimes construisirent le fameux « Ogunquit dory » (littéralement, le doris d'Ogunquit).
Hamilton Easter Field (en) (1873-1922) y fonde une importante communauté d'artistes, situé dans le petit port de Perkins Cove.

## Anecdotes
- Dans le roman Le Fléau de Stephen King, Ogunquit est l'endroit où vivent Harold Lauder et Frannie Goldsmith avant l'épidémie de super-grippe.